# Арапов, Анатолий Афанасьевич
Анато́лий Афана́сьевич Ара́пов (21 ноября 1876, Санкт-Петербург — 22 декабря 1949, Москва) — российский живописец, график, сценограф.

## Биография
Анатолий Арапов родился 21 ноября 1876 года в городе Санкт-Петербурге.
С 1897 по 1906 год учился на архитектурном отделении Московского училища живописи, ваяния и зодчества.
В 1904 году участвовал в выставке «Алая роза».
В 1911 году путешествовал по Германии, Швейцарии, Италии. После Октябрьской революции работал в театрах Киева, Харькова, Ростова-на-Дону («Театральная мастерская»), Баку, Свердловска, с 1921 по 1936 год работал на московских и ленинградских киностудиях.
Анатолий Афанасьевич Арапов умер 22 декабря 1949 года в городе Москве и был погребён на Новодевичьем кладбище (старая территория, колумбарий между 83 и 84 секций).

## Работы находятся в собраниях
- Государственная Третьяковская галерея, Москва.
- Саратовский художественный музей имени А. Н. Радищева, Саратов.
- Ярославский художественный музей, Ярославль
- Российская государственная библиотека искусств, Москва.
- Частные коллекции.

## Архив
В Российском государственном архиве литературы и искусства хранится личный фонд А.А. Арапова (ф. 2350), который состоит из 227 единиц за 1870–1950 гг.
Наиболее ценными являются альбомы художника, где представлены все жанры: эскизы декораций, костюмов и фотографии сцен к спектаклям разных лет, работы, сделанные для журналов «Золотое Руно» и «Весы», пейзажи, портреты в подлинниках, фотокопиях или типографских оттисках за 1890-1949 гг.
В разделе рукописей сосредоточены либретто балетов «Нойя», и «Гон-фрок», статьи о роли художника в театре, автобиографический очерк, стихотворения, записные книжки с дневниковыми записями, списками работ, записями рецептов красок, различными зарисовками для картин и оформления спектаклей. 